# Glaukos (Sohn des Imbrasus)
Glaukos (altgriechisch Γλαῦκος Glaúkos), der Sohn des Imbrasus, war in der griechischen Mythologie ein Lykier und der Bruder des Lades.
Beide sind Gefährten des Aeneas und sie wurden von Turnus, dem König der Rutuler in einer Schlacht mit dem Speer oder dem Bogen getötet.